# Cystatyna C

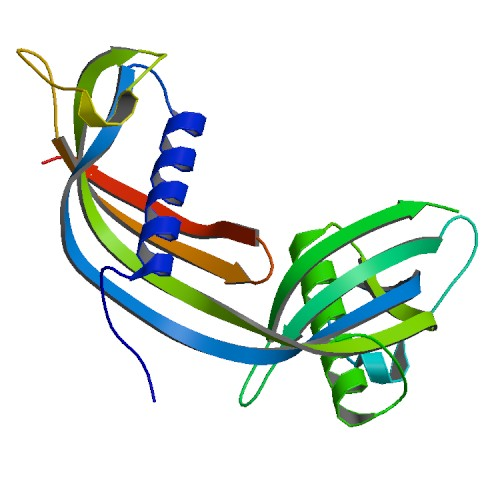
Model wstążkowy cystatyny C

Cystatyna C (cystatyna 3, CST3) – białko z grupy cystatyn, jednołańcuchowy polipeptyd o 120 resztach aminokwasowych (13 359 Da), należący do inhibitorów proteinaz cysteinowych.
Ponieważ cystatyna C jest swobodnie filtrowana przez kłębuszki nerkowe, a następnie ulega reabsorpcji i całkowitemu rozkładowi, jej poziom we krwi koreluje ze wskaźnikiem filtracji kłębuszkowej. Dodatkowym atutem tego pomiaru jest to, że nie jest on zależny od płci, wagi, wzrostu, masy mięśniowej i wieku (powyżej 1. roku życia). 
Pomiar stężenia cystatyny C jest zatem stosowany do szacowania wskaźnika filtracji kłębuszkowej przy użyciu odpowiednich wzorów. Metoda ta jest prosta i często dokładniejsza niż oznaczanie klirensu kreatyniny. Szacowanie wskaźnika filtracji kłębuszkowej na podstawie stężenia cystatyny C może prowadzić do błędnych wyników u pacjentów przyjmujących glikokortykosteroidy, u chorych z uogólnionym stanem zapalnym, a także u pacjentów z chorobami tarczycy. 
Stwierdzono również, że podwyższenie poziomu cystatyny C we krwi jest czynnikiem ryzyka wystąpienia incydentów sercowo-naczyniowych (także u pacjentów po przebytym zawale mięśnia sercowego).
Rzadka mutacja genu kodującego cystatynę C (L68Q) wywołuje jeden z typów angiopatii amyloidowej – HCCAA (z ang. hereditary cystatin C amyloid angiopathy) – która we wczesnym wieku prowadzi do licznych krwotoków mózgowych; dziedziczenie tej mutacji jest autosomalne dominujące.